# CATS (finanzas)
El CATS (del inglés, Computer Assisted Trading System, «sistema de comercio asistido por ordenador») fue un sistema electrónico de negociación bursátil desarrollado por la Bolsa de Toronto.
Se puso en marcha el 18 de noviembre de 1977, con 90 acciones. El CATS fue introducido, operado y desarrollado por Harold B. Hofmann, el entonces vicepresidente de Operaciones de la Bolsa de Valores de Toronto. CATS fue una de las primeras tecnologías que permitió una completa automatización del proceso de fijación de precios en una bolsa de valores. Esta tecnología se implantó en otras bolsas de valores en los años ochenta. En algunos casos se utilizó como ayuda para el mercado de corros de la bolsa, pero en otros permitió el desmantelamiento total de la institución de los corros. La Bolsa de París adquirió este sistema a principios de los años ochenta y lo puso en práctica como CAC (Cotation Assistée en Continu).
El CATS manejaba el proceso de cruce de órdenes y fijación de precios a través de un algoritmo de «doble subasta». Se le atribuye el mérito de haber sido el primer sistema que permitió una automatización completa del proceso de fijación de precios en un mercado de valores centralizado y dirigido por órdenes.